# Trophée John-Cullen
Le trophée John-Cullen était remis dans la ligue internationale de hockey au joueur ayant effectué le plus beau retour au jeu à la suite d'une blessure ou de problèmes personnels. Le trophée honore John Cullen, ancien joueur de la LIH et de la Ligue nationale de hockey qui fit un retour au jeu en après avoir manqué la saison LNH 1997-98 en raison d'un problème de lymphome non-hodgkinien. Le trophée fut connu sous le nom de Comeback player of the year de 1996-97 à 1997-98. 

## Gagnant du trophée
| Année | Gagnant          | Équipe                |
| ----- | ---------------- | --------------------- |
| 1997  | Kevin Smyth      | Solar Bears d'Orlando |
| 1998  | Mike Tomlak      | Admirals de Milwaukee |
| 1999  | Jeff Christian   | Aeros de Houston      |
| 2000  | Steve Larouche   | Wolves de Chicago     |
| 2001  | Rusty Fitzgerald | Moose du Manitoba     |